# Арамари
Арамари (порт. Aramari)  —  муниципалитет в Бразилии, входит в штат Баия. Составная часть мезорегиона Северо-восток штата Баия. Входит в экономико-статистический микрорегион Алагоиньяс. Население составляет 10 441 человек на 2006 год. Занимает площадь 352,535 км². Плотность населения — 29,6 чел./км².

## Статистика
- Валовой внутренний продукт на 2003 год составляет 16 092 445,00 реалов (данные: Бразильский институт географии и статистики).
- Валовой внутренний продукт на душу населения на 2003 год составляет 1625,83 реалов (данные: Бразильский институт географии и статистики).
- Индекс развития человеческого потенциала на 2000 год составляет 0,588 (данные: Программа развития ООН).